# Alfa Romeo 2600
O Alfa Romeo 2600 é um automóvel construído pela fabricante italiana Alfa Romeo entre 1961 e 1968, como o sucessor do Alfa Romeo 2000. Foi desenhado junto com o designer italiano Sergio Sartorelli em parceria com o estúdio Bertone.
Tornou-se famoso por ser um dos últimos motores de 6 cilindros em linha da Alfa Romeo.

## Motores
| Modelo                 | Berlina            | Sprint, Spider, OSI Berlina Deluxe | Sprint Zagato      |
| ---------------------- | ------------------ | ---------------------------------- | ------------------ |
| Disposição             | 2584 cc            | 2584 cc                            | 2584 cc            |
| Sistema de combustível | Solex duplo        | Solex triplo                       | Solex triplo       |
| Compressão (%)         | 8,5:1              | 9,0:1                              | 9,0:1              |
| Potência               | 130 hp (96,9 kW)   | 145 hp (108 kW)                    | 165 hp (123 kW)    |
| Velocidade Máx.        | 175 km/h (109 mph) | 200 km/h (124 mph)                 | 215 km/h (134 mph) |

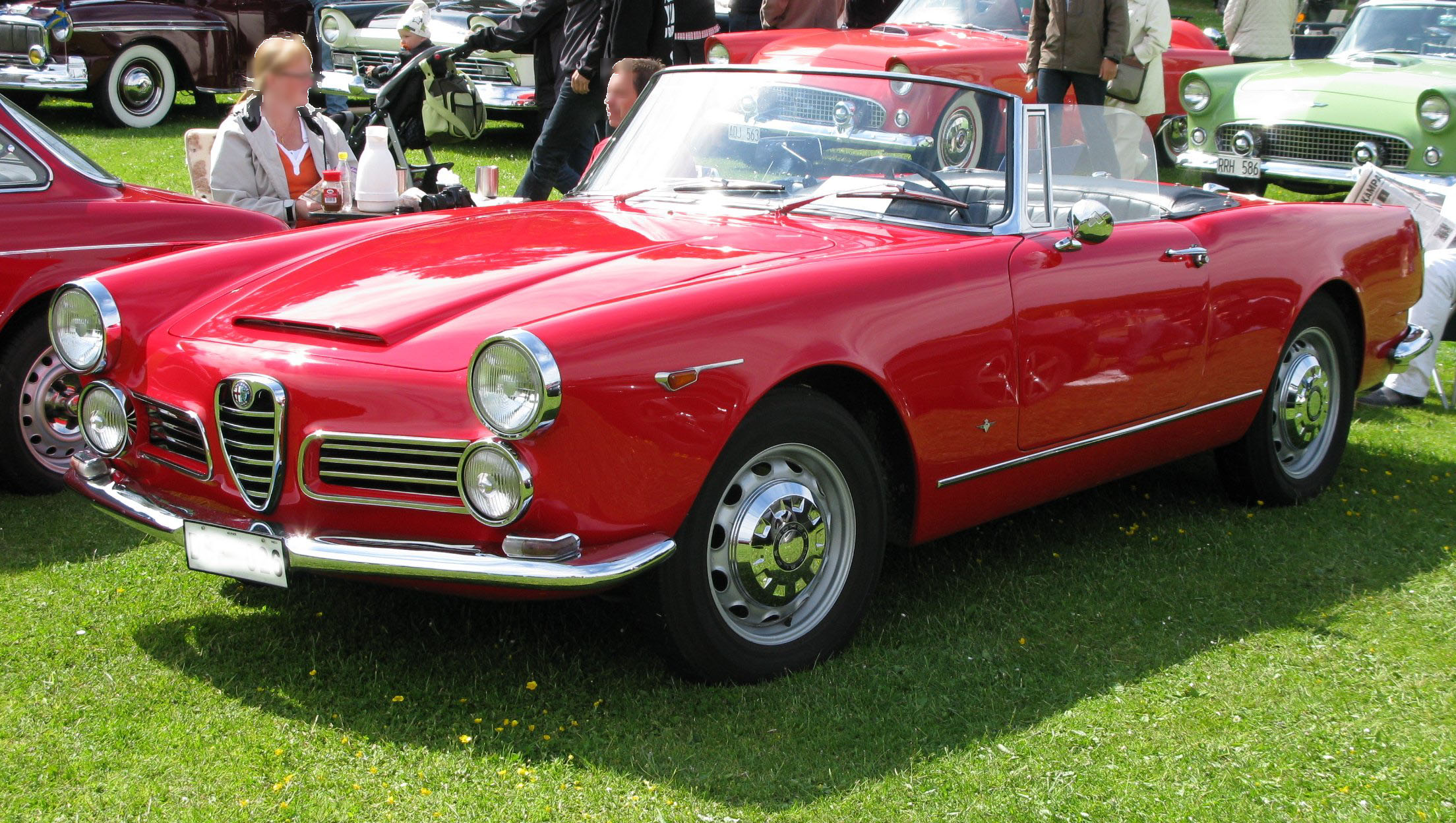
2600 Spider
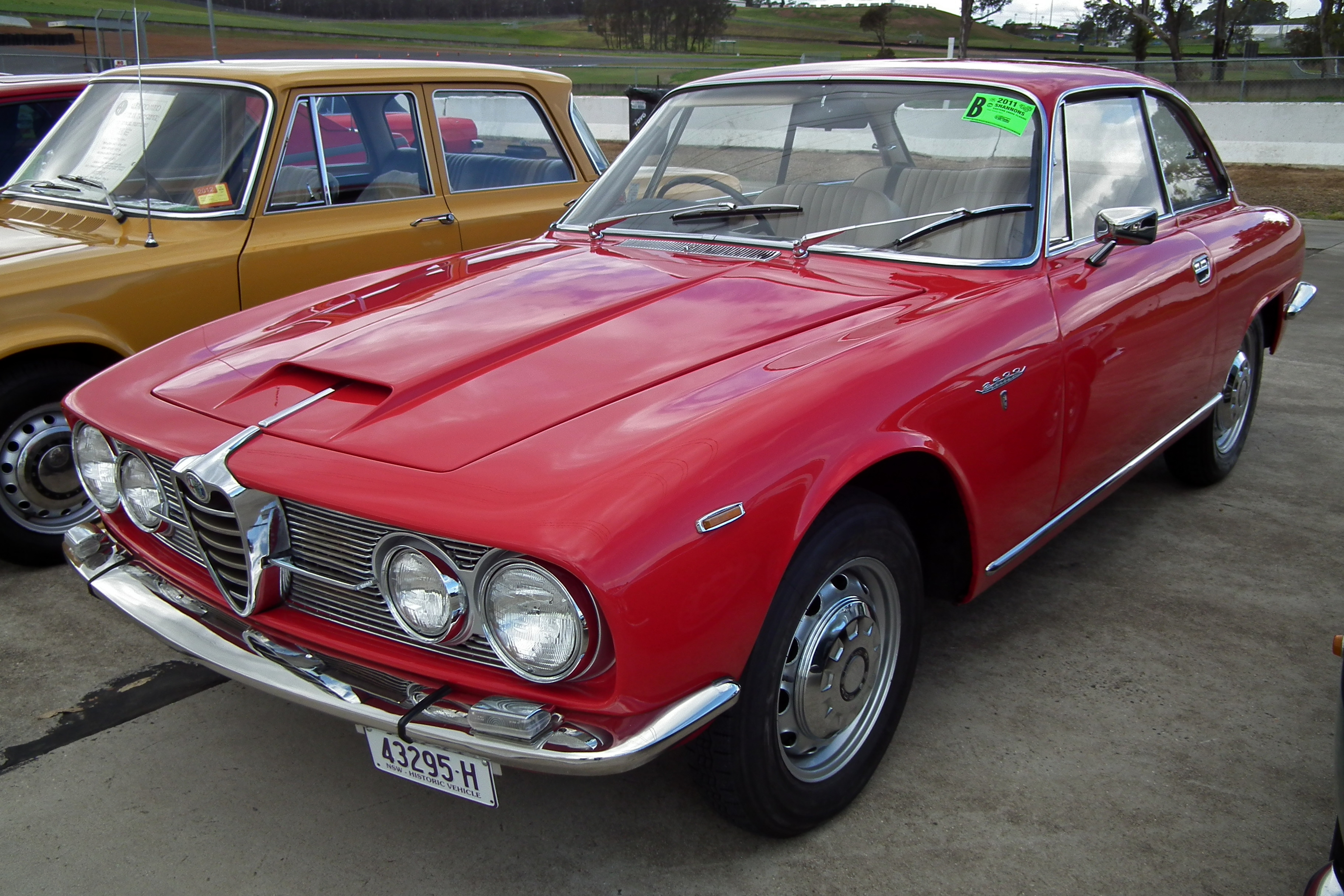
2600 Sprint Coupé
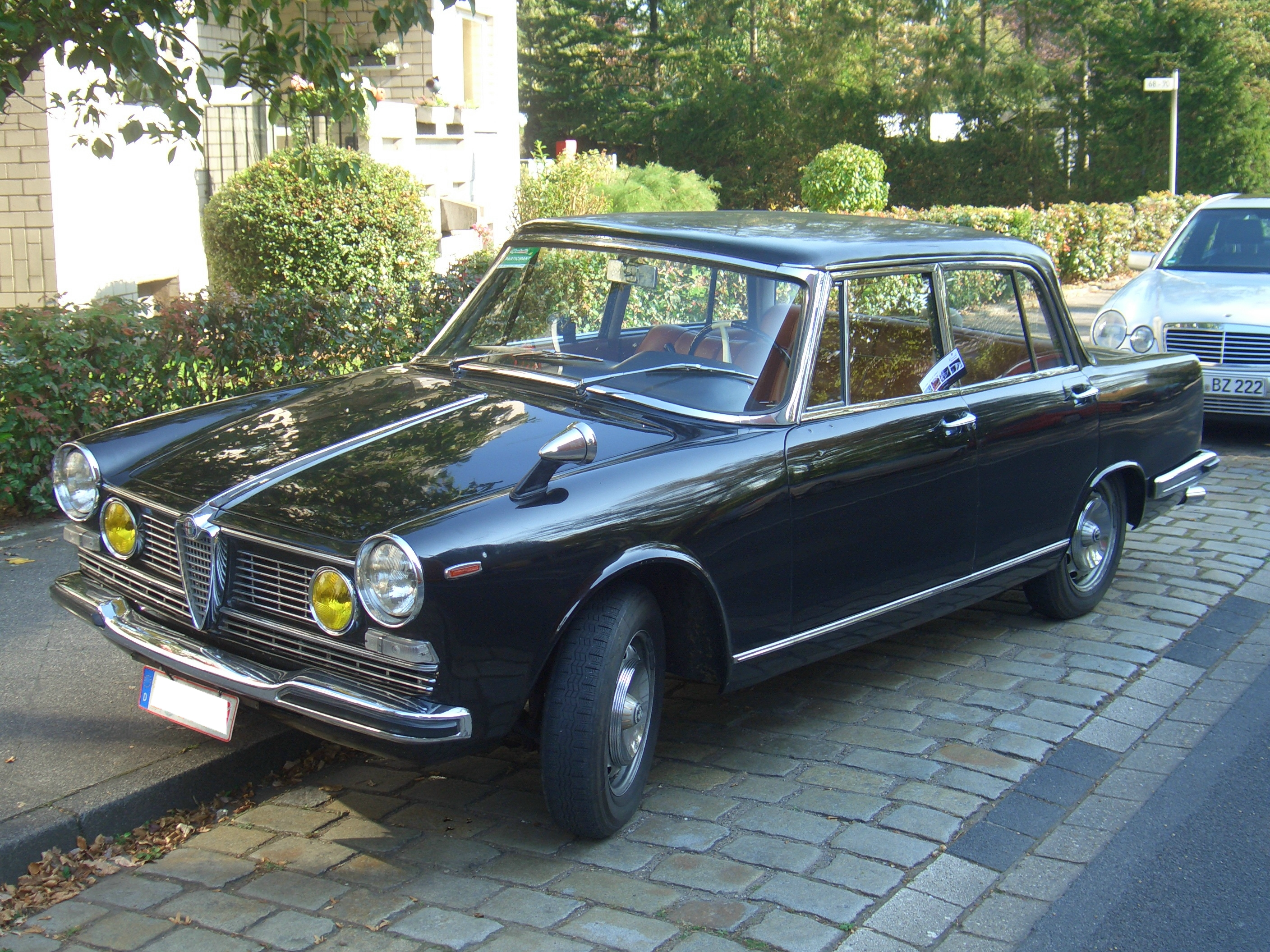
2600 Berlina
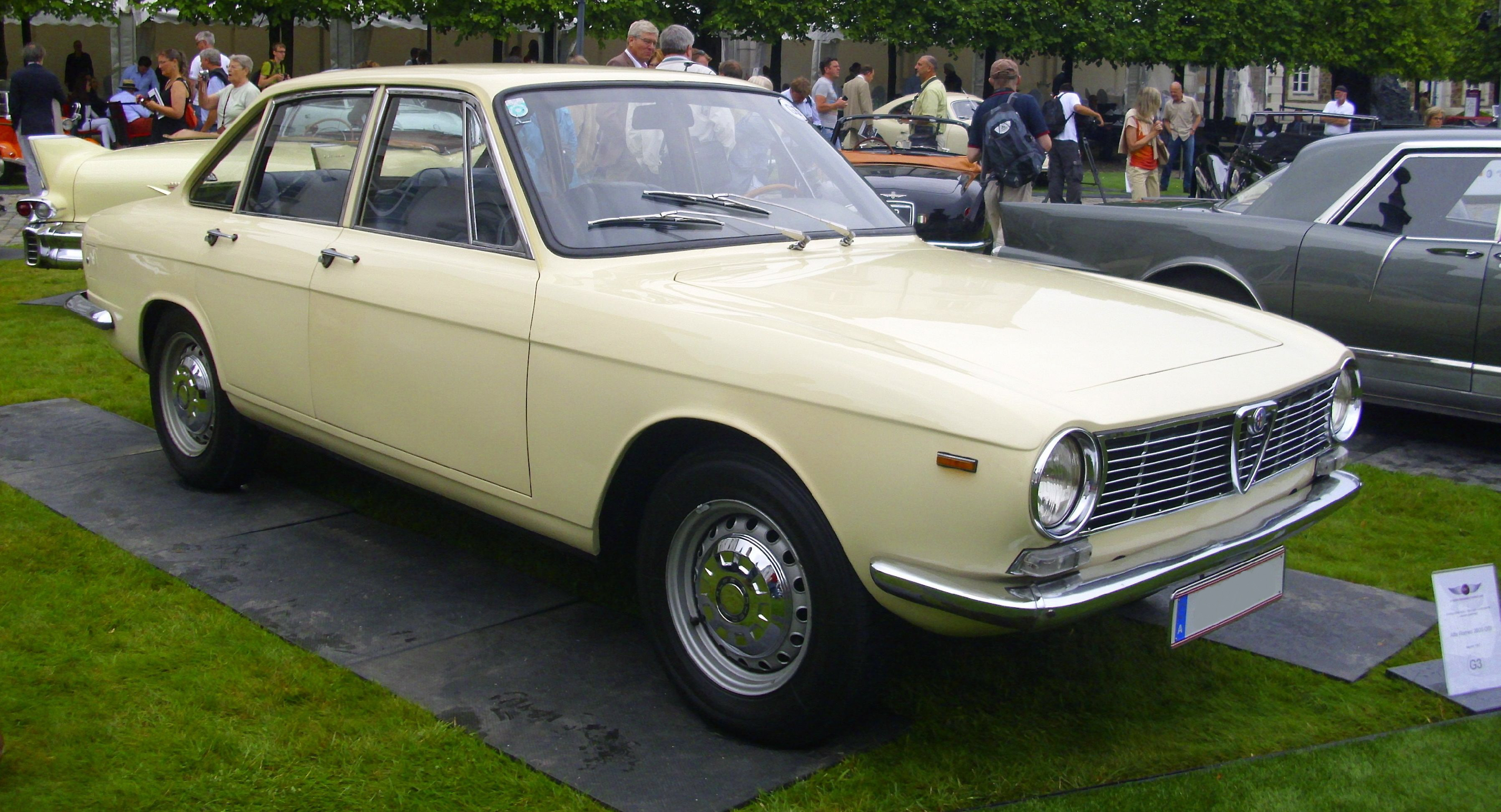
2600 Berlina de Luxe